# 국도 제420호선 (일본)

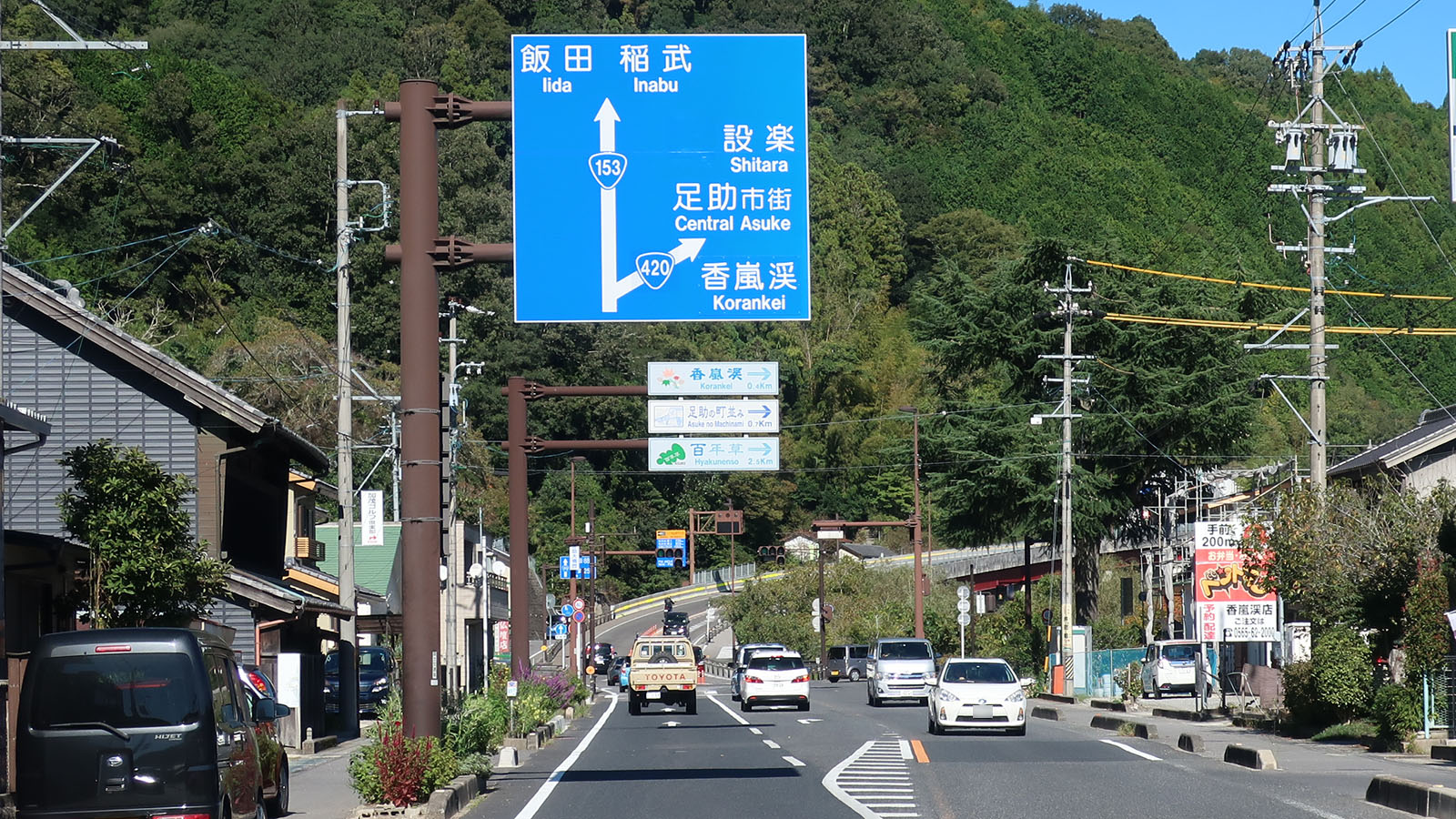
기점부터 겹쳐지는 구간
국도 제153호선에서 분기
아이치현 도요타시 아스케오바시니시 교차로

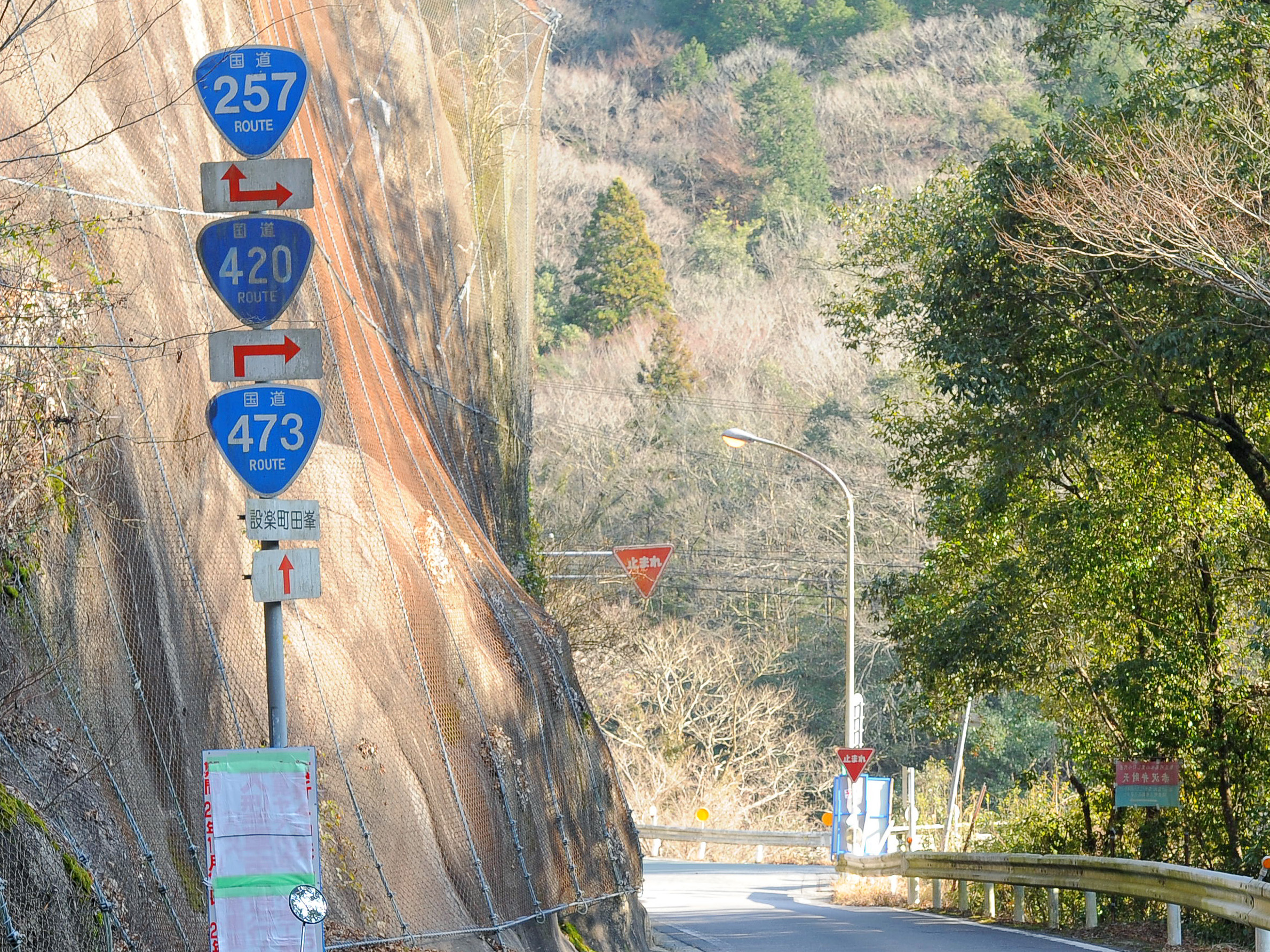
국도 제473호선과의 중복 구간
기타시타라군 시타라정 다미네
(2014년 12월)

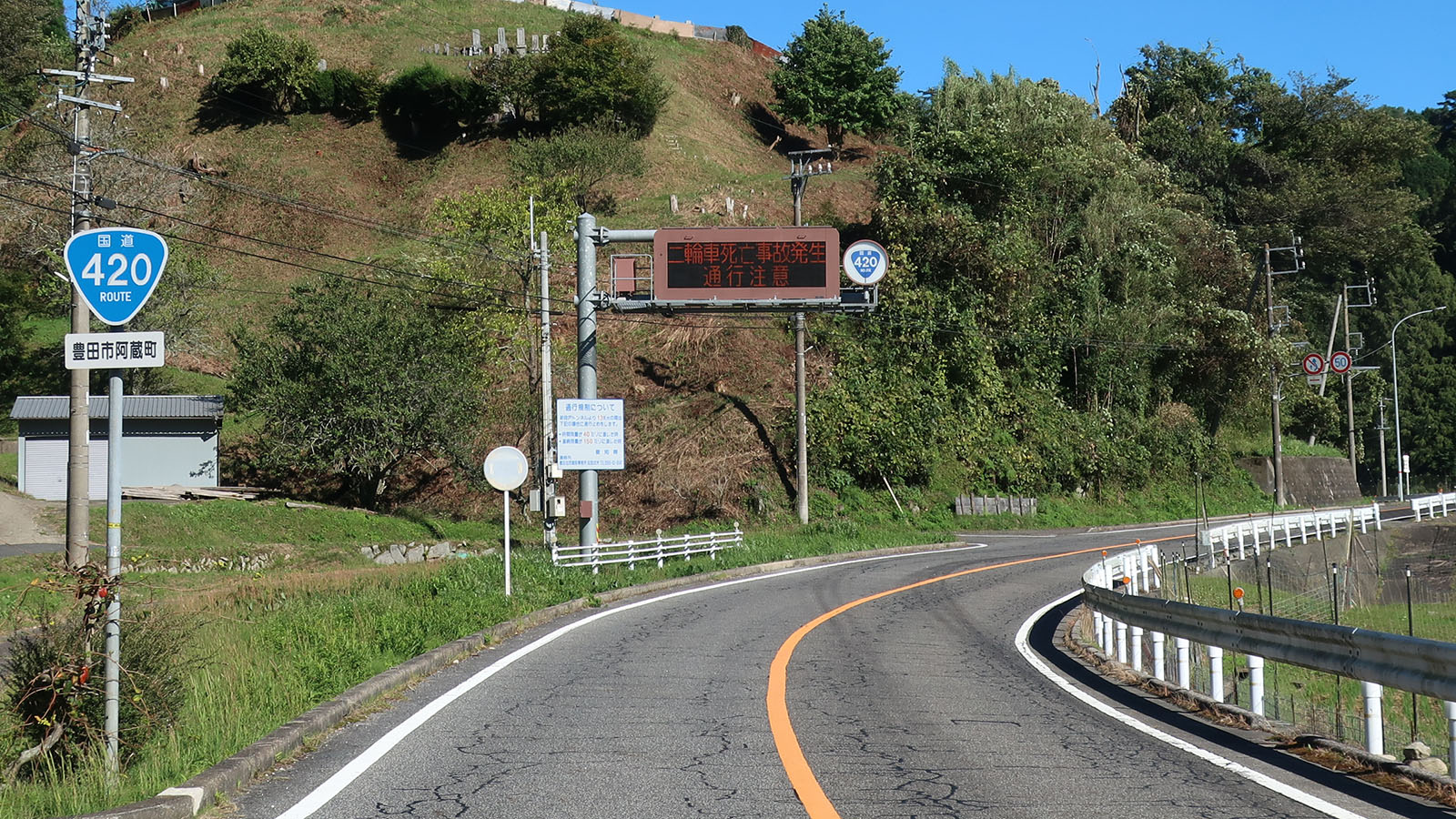
아이치현 도요타시 아조초
(2019년 10월)

일본 420번 국도(일본어: 国道420号→국도 420호)는 아이치현 도요타시에서 출발하여 같은 현의 기타시타라군 시타라정을 거쳐 신시로시까지 이어주는 총 연장 66.8 km, 실제 연장 및 현도가 각각 29.9 km인 일본의 일반 국도다. 특이하게도 이 국도는 기타시타라군 시타라정, 신시로시 등을 2회 연속 경유하는 것으로 보인다.

## 노선 정보
일반 국도의 노선을 지정하고 있는 정령에 의거한 기종점 및 경유지는 다음과 같다. 
- 기점: 도요타시 (고로모초 1초메 기타 교차로 = 국도 제153호선과의 교점이자 국도 제248호선 및 국도 제419호선과의 중복)
- 종점: 신시로시 (아루미 교차로 = 국도 제151호선 및 국도 제257호선과의 교점)
- 총 연장: 66.8 km[1]
- 중용 연장: 36.2 km
- 미공용 연장: 0.7 km[2]
- 실제 연장: 29.9 km
  - 현도: 29.9 km
  - 구도: 없음
  - 신도: 없음
- 지정 구간: 없음

## 지리

### 통과하는 지자체
- 아이치현
  - 도요타시 - 기타시타라군 시타라정 - 신시로시 - 기타시타라군 시타라정 - 신시로시

### 통과하는 도로
유료도로
- 사나케 그린로드(일본어판) (아이치현도 제6호선)

일반 국도
- 국도 제153호선
- 국도 제248호선
- 국도 제419호선
- 국도 제473호선
- 국도 제257호선
- 국도 제151호선

### 연선
- 고란케이(일본어판)

## 갤러리

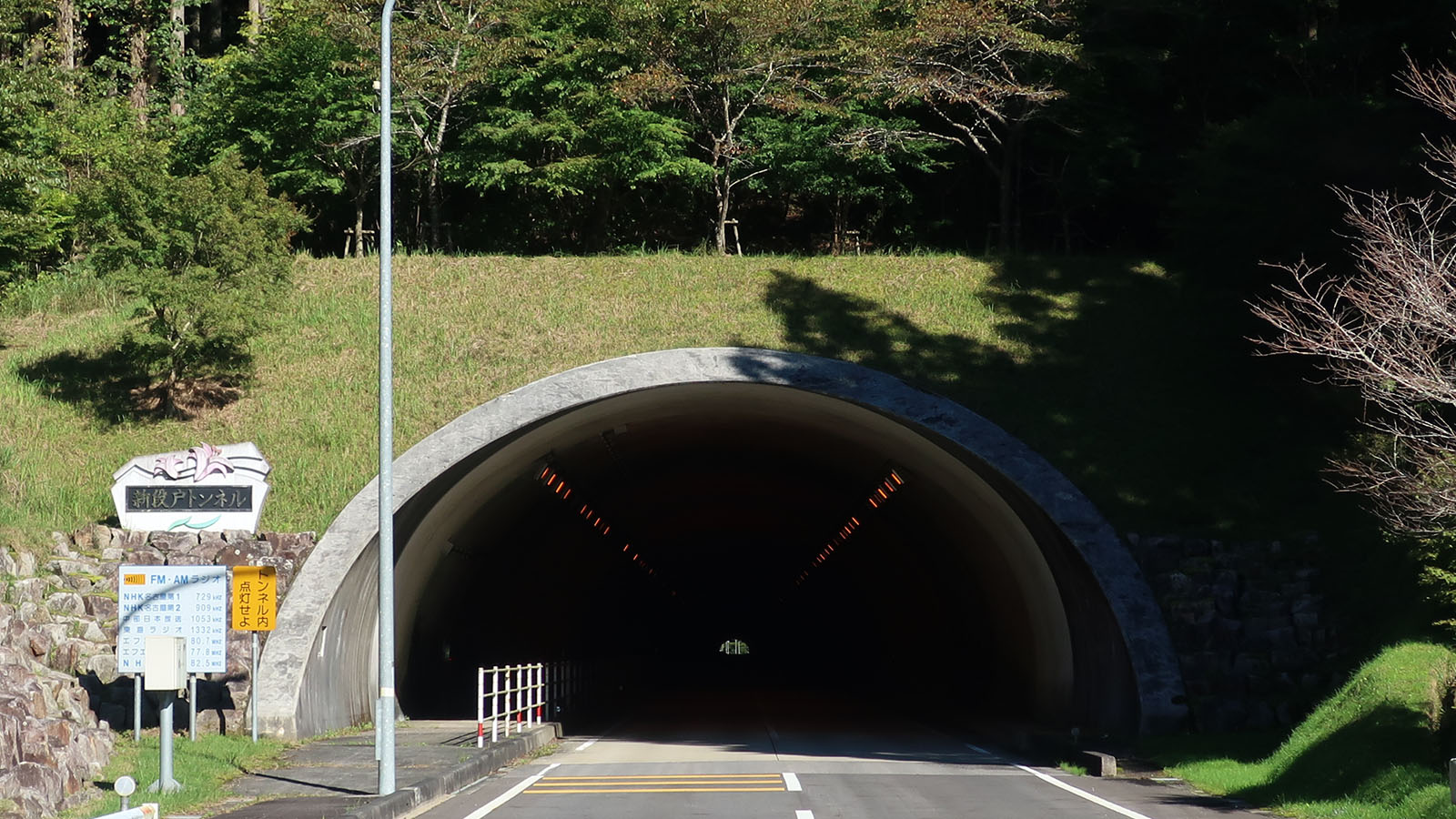
신단도 터널 아이치현 도요타시 아조초
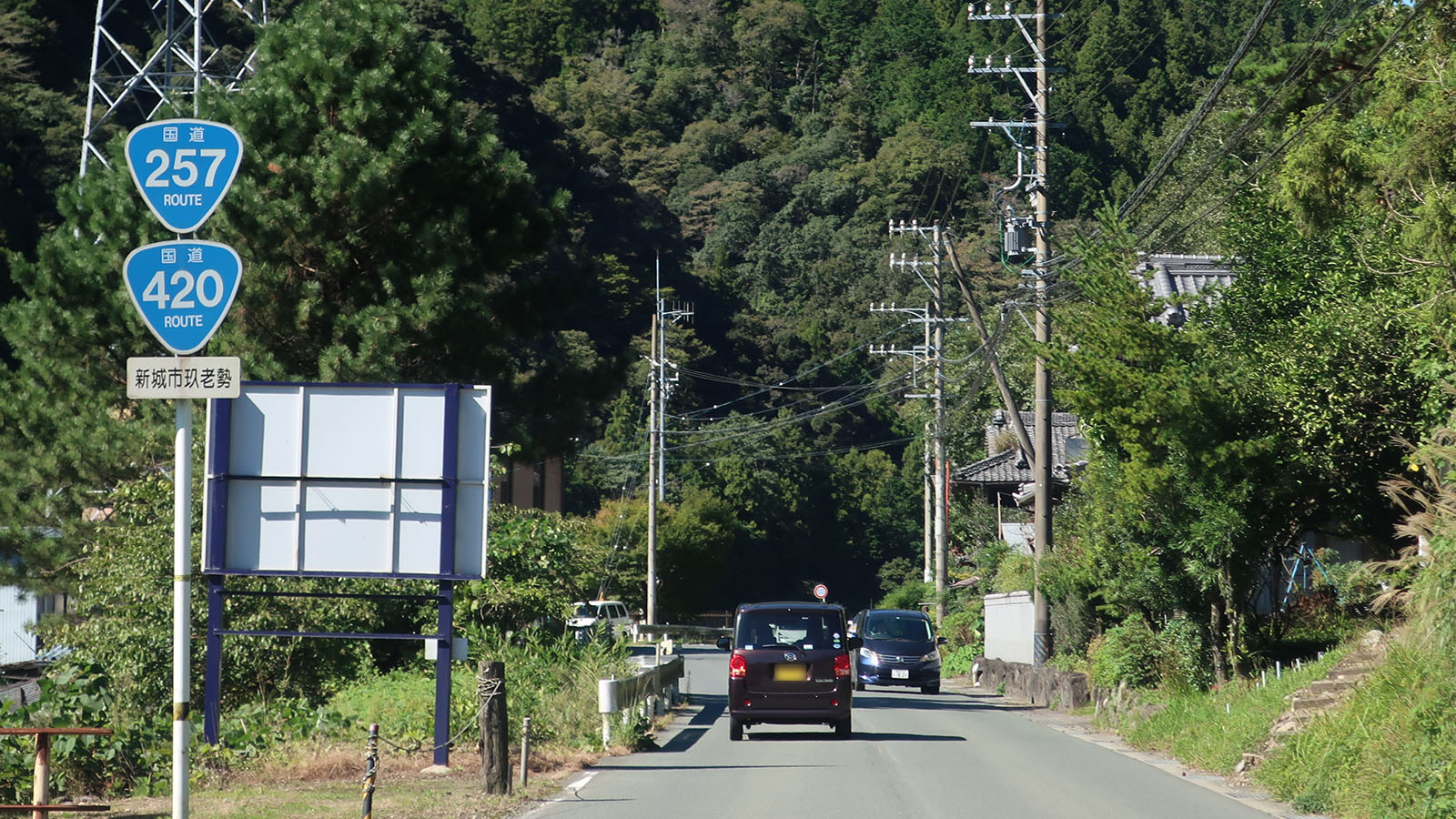
국도 제257호선과의 중복 아이치현 신시로시 구로제
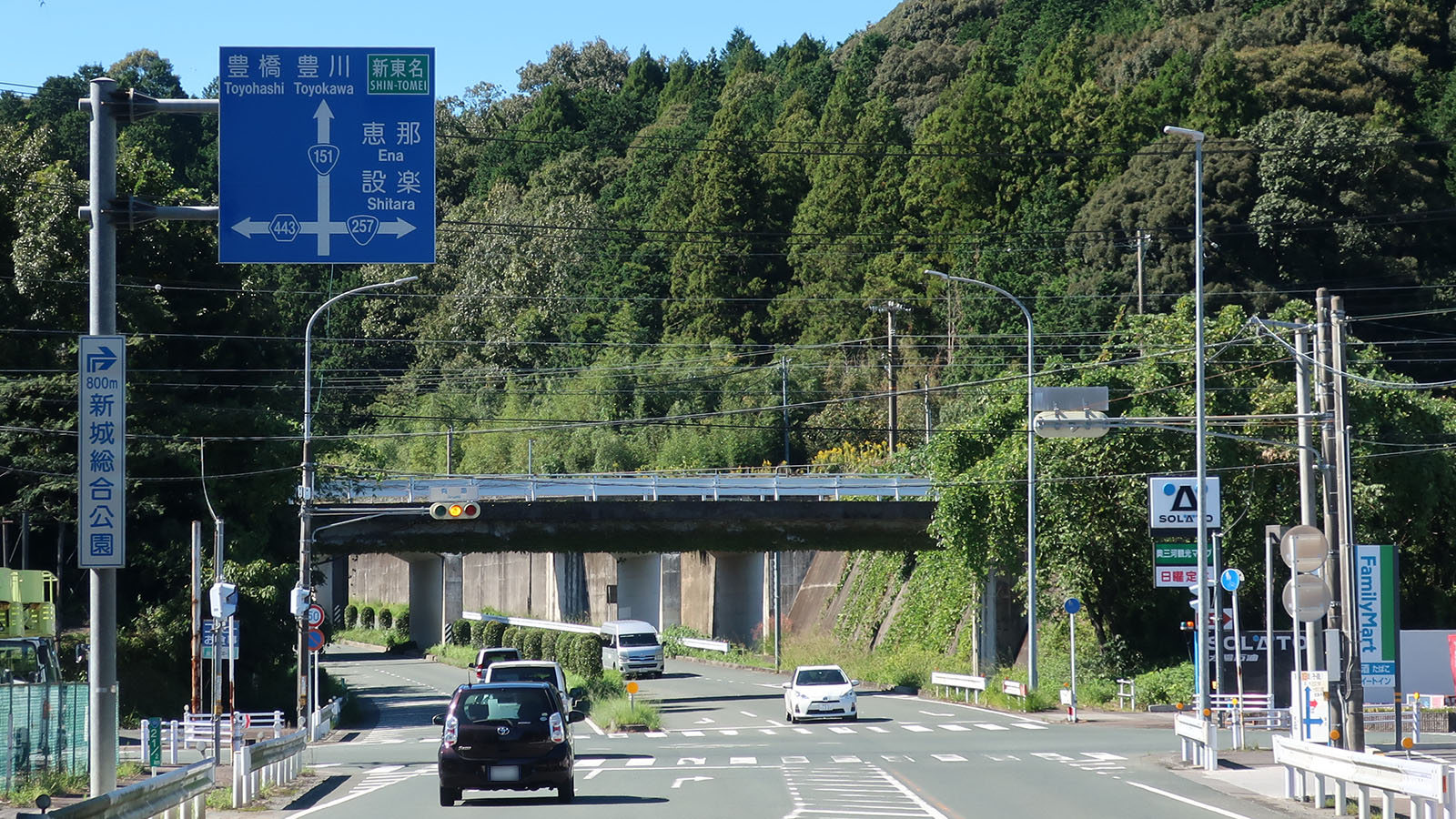
종점인 아루미 교차로 아이치현 신시로시 아루미